# Adobe Audition
Adobe Audition（前名為Cool Edit Pro），為Syntrillium出品的多音轨编辑工具，支持128条音轨、多种音频特效、多种音频格式，可以很方便地对音频文件进行修改、合併。被Adobe收购，改名为Adobe Audition。

## 版本

### 第一版

Cool Edit Pro編輯版面

Adobe Audition第一版於2003年8月18日發佈。這個版本沒有新功能，其實就是重新命名的Cool Edit Pro。隨後Adobe在2004年5月釋出了Audition 1.5版；在第一版基礎上的主要改進包含音高校正，頻率空間編輯，CD專案檢視，基礎視訊編輯和與Adobe Premiere集成，還有一些其他的功能增強。

### 第二版
Adobe Audition第二版於2006年7月17日發佈。此版本Audition針對專業的數位音訊工作站市場。新功能包含ASIO（音訊流輸入/出）支援，VST（虛擬工作室技術）支援，新的控制工具（許多來自iZotope），重新設計的使用者介面（請看截圖）。同時Adobe將Audition第二版作為CS 2（Creative Suite）應用套裝程式的一部分。Audition第三版並沒有併入CS，取而代之的是提供給家庭和半專業用戶的Adobe Soundbooth（見下文）。

### 第三版
Adobe Audition第三版於2007年11月8日發佈。新功能包含VSTi（虛擬樂器）支援，增強的光譜編輯，重新設計的多軌使用者界面，新音效和一些無需支付技術使用費的迴圈片段。

### 第四版（CS5.5）
Adobe稱為滿足專業用家的要求，將重新推出Audition。Adobe Audition第四版在2011年4月11日于Adobe Creative Suite 5.5中替代Soundbooth。它可以运行在Windows和Mac OS X上。

### 第五版（CS6）
2012年4月23日，Adobe发布了包含在Creative Suite 6中的Adobe Audition。

### 第六版（CC）
2013年6月17日，Adobe发布了包含在Creative Cloud中的Adobe Audition。

## 外部連結
- Adobe Audition